# Vestnes
Vestnes este o comună din provincia Møre og Romsdal, Norvegia.